# Мережева економіка
Мерéжева еконóміка (англ. Network Economy) — економіка як діяльність, що здійснюється за допомогою електронних мереж. Основа мережевої економіки — мережеві організації. Також середовище, у якому будь-яка компанія чи індивід, що знаходиться в будь-якому пункті економічної системи, можуть контактувати легко і з мінімальними витратами з будь-якою іншою компанією чи індивідом з приводу спільної праці, торгівлі, обміну ідеями або ноу-хау, або ж просто заради задоволення.